# Calamus rotang
Il rattan (Calamus rotang L.), è una pianta appartenente alla famiglia delle Arecaceae, originaria del subcontinente indiano.

## Descrizione

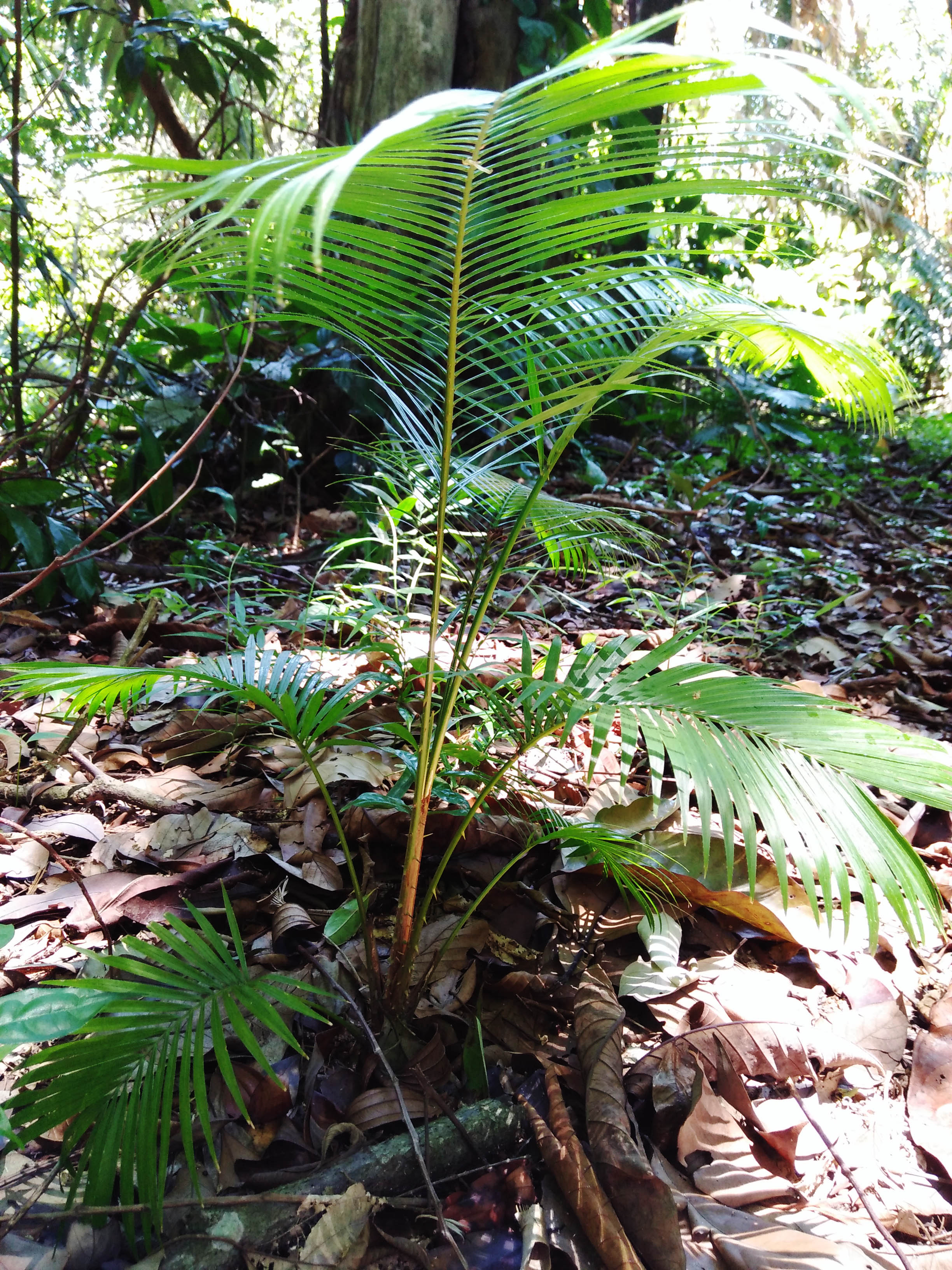
Foglie di rattan

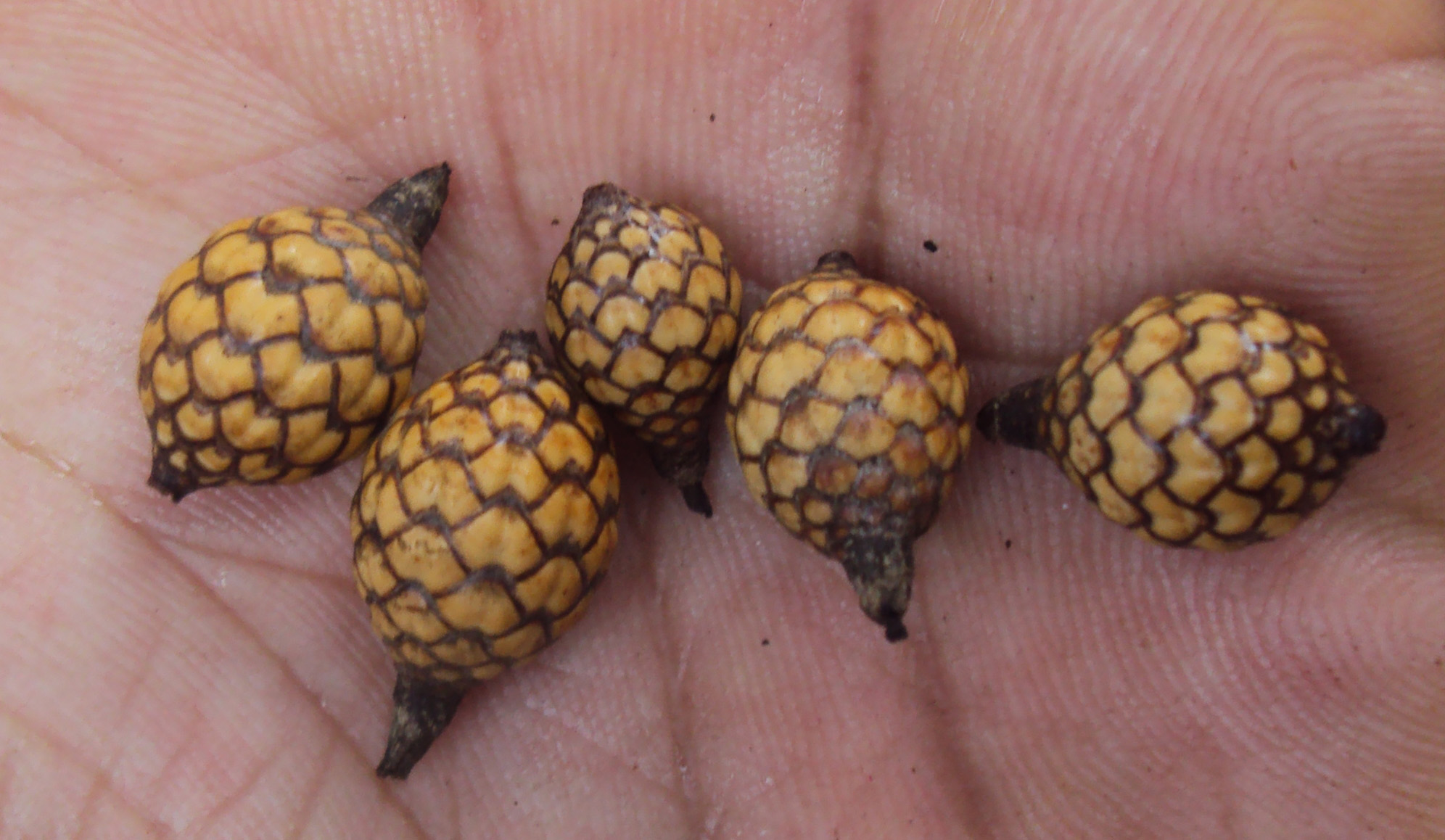
Frutti di rattan

Il rattan è una palma rampicante  dioica che può crescere rapidamente fino a 10 m di altezza e 200 m di larghezza.
Le foglie sono pennate e alterne, sono lunghe fino a 80 cm e presentano una guaina verde e spinosa, con spine gialle lunghe fino a 1 cm.
L'infiorescenza è lunga fino a 3 cm e i fiori sono raggruppati e racchiusi da spate spinose.
Il frutto di colore giallo paglierino è di forma ovoidale e ricoperto da squame in 21 file

## Distribuzione e habitat
C. rotang cresce in climi tropicali umidi. La specie è originaria di India e Sri Lanka, ed è stata introdotta a Trinidad e Tobago.

## Usi

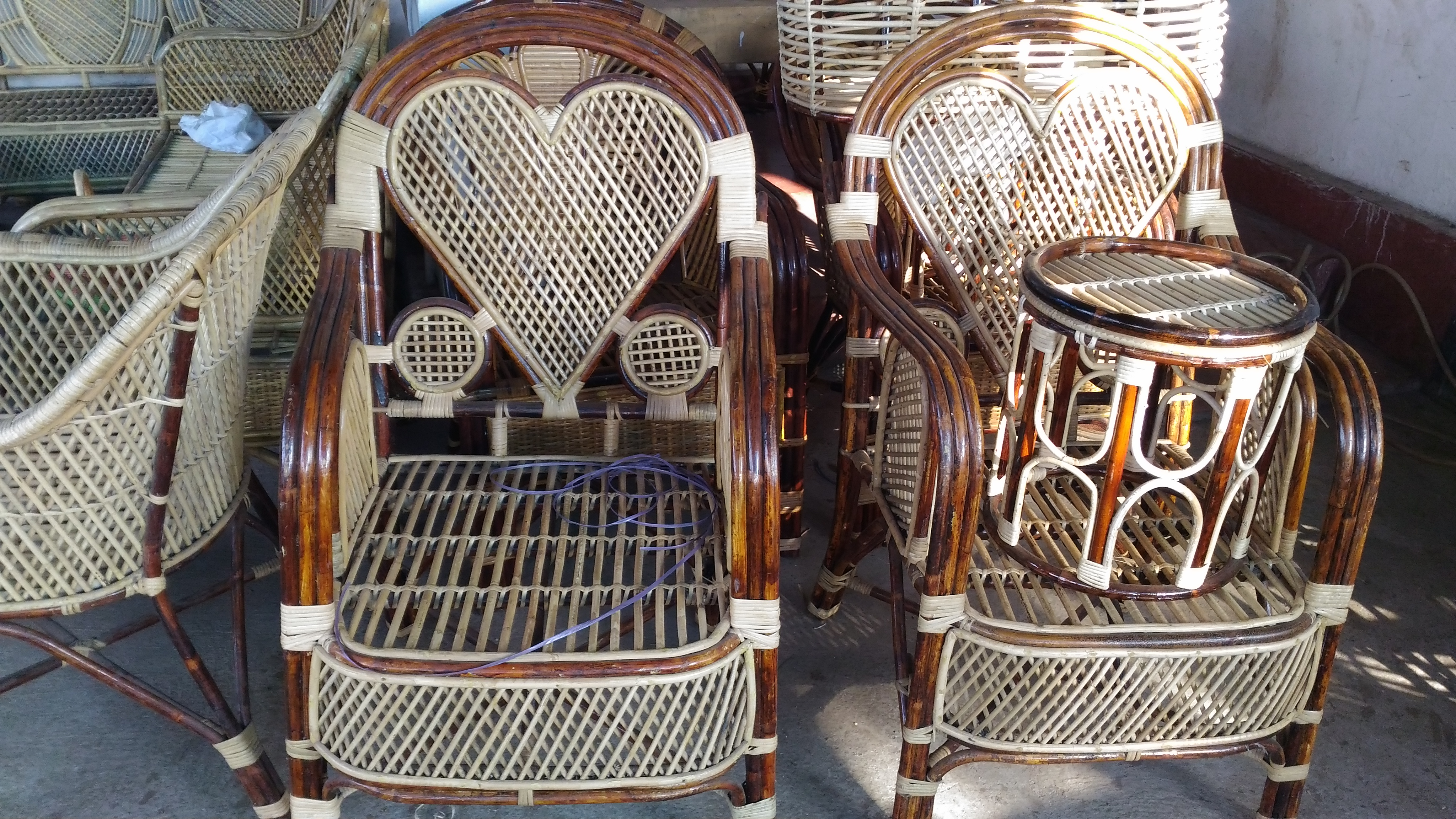
Sedie realizzate in fibra di rattan

I giovani germogli possono essere cotti e mangiati come verdura. I frutti sono commestibili e producono una resina rossa astringente nota come sangue di drago. Questo è usato come colorante, nella pittura e in medicina tradizionale.
C. rotang produce la migliore fibra di rattan tra tutte le specie. I fusti della pianta vengono suddivisi in strisce e intrecciati per realizzare cesti, sedie, carrozze, corde, mobili d'intreccio. Negli anni '30 del novecento veniva importata in Europa con il nome di canna d'India.